# ことばのおもちゃばこ
『ことばのおもちゃばこ』は、CBCラジオの朗読番組。2011年9月4日開始。

## 概要
2000年から2011年まで放送されていた『ことばのたまてばこ』の後継番組で、CBCアナウンサーが週替わりで登場し、各アナウンサーが童話を朗読、さらには手遊び歌やクッキング、童謡、子供の歌のコーナーを紹介。
放送開始当初は、『サンデーみか 〜Mika's MUSIC MUSEUM〜』の一コーナー。後に、『小堀勝啓の新栄トークジャンボリー』の一コーナーになった。2016年4月からは、番組の改編により、お昼に変更、独立番組となった。

## 放送時間
- 2011年9月 - 2016年3月 ： 日曜日 9:45 - 10:00（当番組の公開生放送の中継の場合は15分繰り上げて放送となる。）
- 2016年4月 - 2024年10月 ： 日曜日 12:20 - 12:35（1月2日もしくは3日が日曜日の場合は箱根駅伝中継のため繰り下がる。[1]）
- 2024年10月 -  ： 日曜日 12:20 - 12:30

## 司会者
- 沢朋宏（CBCアナウンサー）